# Коваль (гмина)
Коваль (пол. Kowal) — сельская гмина (волость) в Польше, входит как административная единица в Влоцлавский повет, Куявско-Поморское воеводство. Население — 4151 человек (на 2004 год).

## Сельские округа
1. Богуславице
2. Черневички
3. Домбрувка
4. Дембняки
5. Добжелевице
6. Дзярдонице
7. Голашево
8. Грабково
9. Гродзтво
10. Кемпка-Шляхецка
11. Кшевент
12. Наконово
13. Пшидатки-Голашевске
14. Ракутово
15. Стшалы
16. Венславице
17. Униславице
18. Венславице-Парцеле

## Соседние гмины
1. Гмина Барухово
2. Гмина Хоцень
3. Коваль
4. Гмина Любень-Куявски
5. Гмина Влоцлавек